# Wereldkampioenschappen skeleton 2013
De wereldkampioenschappen skeleton 2013 (officieel: Bauhaus FIBT Bob & Skeleton World Championships 2013) werden gehouden van 27 januari tot en met 2 februari op de Olympia Bobrun St. Moritz-Celerina in Sankt Moritz. Er stonden drie onderdelen op het programma. Tegelijkertijd werden de wereldkampioenschappen bobsleeën afgewerkt.

## Wedstrijdschema
| Onderdeel         | 27 januari | 31 januari | 1 februari | 2 februari |
| ----------------- | ---------- | ---------- | ---------- | ---------- |
| Mannen            |            |            | run 1 en 2 | run 3 en 4 |
| Vrouwen           |            | run 1 en 2 | run 3 en 4 |            |
| Landenwedstrijd * | Alle runs  |            |            |            |

* In de landenwedstrijd worden per team twee (2-mans)bobslee- en twee skeleton-runs gedaald.

## Medailles
| Onderdeel       | Goud | Goud                                                                                     | Zilver | Zilver                                                                                     | Brons | Brons                                                                                  |
| --------------- | ---- | ---------------------------------------------------------------------------------------- | ------ | ------------------------------------------------------------------------------------------ | ----- | -------------------------------------------------------------------------------------- |
| Mannen          | RUS  | Aleksandr Tretjakov                                                                      | LAT    | Martins Dukurs                                                                             | RUS   | Sergej Tsjoedinov                                                                      |
| Vrouwen         | GBR  | Shelley Rudman                                                                           | USA    | Noelle Pikus-Pace                                                                          | CAN   | Sarah Reid                                                                             |
| Landenwedstrijd | USA  | John Daly Elena Meyers & Lolo Jones Noelle Pikus-Pace Steven Holcomb & Curtis Tomasevicz | GER    | Frank Rommel Sandra Kiriasis & Sarah Noll Marion Thees Francesco Friedrich & Gino Gerhardi | CAN   | Eric Neilson Kaillie Humphries & Chelsea Valois Sarah Reid Lyndon Rush & Cody Sorensen |

### Medaillespiegel
| Plaats | Land                | Goud | Zilver | Brons | Totaal |
| 1      | Verenigde Staten    | 1    | 1      | 0     | 2      |
| 2      | Rusland             | 1    | 0      | 1     | 2      |
| 3      | Verenigd Koninkrijk | 1    | 0      | 0     | 1      |
| 4      | Duitsland           | 0    | 1      | 0     | 1      |
| 4      | Letland             | 0    | 1      | 0     | 1      |
| 6      | Canada              | 0    | 0      | 2     | 2      |
| Totaal | Totaal              | 3    | 3      | 3     | 9      |

## Uitslagen
| #                            | Naam                  | Land   | Tijd        |
| 4 runs                       | 4 runs                | 4 runs | 4 runs      |
| ---------------------------- | --------------------- | ------ | ----------- |
| Goud                         | Aleksandr Tretjakov   | RUS    | 4.32,35 min |
| Zilver                       | Martins Dukurs        | LAT    | + 0,03 s    |
| Brons                        | Sergej Tsjoedinov     | RUS    | + 2,27 s    |
| 4                            | Eric Neilson          | CAN    | + 2,66 s    |
| 5                            | Frank Rommel          | GER    | + 2,84 s    |
| 5                            | John Daly             | USA    | + 2,84 s    |
| 7                            | Jon Montgomery        | CAN    | + 3,12 s    |
| 8                            | Tomass Dukurs         | LAT    | + 3,30 s    |
| 9                            | Dominic Parsons       | GBR    | + 3,42 s    |
| 10                           | Kristan Bromley       | GBR    | + 3,61 s    |
| 11                           | Ben Sandford          | NZL    | + 3,80 s    |
| 12                           | Matthew Antoine       | USA    | + 4,18 s    |
| 13                           | Raphael Maier         | AUT    | + 4,26 s    |
| 14                           | Alexander Kröckel     | GER    | + 4,46 s    |
| 15                           | Ed Smith              | GBR    | + 4,72 s    |
| 16                           | Christopher Grotheer  | GER    | + 4,76 s    |
| 17                           | Lukas Kummer          | SUI    | + 4,90 s    |
| 18                           | Alexander Gassner     | GER    | + 5,61 s    |
| 19                           | Anton Batoejev        | RUS    | + 6,33 s    |
| 20                           | Yuki Sasahara         | JPN    | + 6,44 s    |
| Niet geplaatst van de 4e run |                       |        |             |
| 21                           | John Fairbairn        | CAN    |             |
| 22                           | Ander Mirambell       | ESP    |             |
| 23                           | Matthias Guggenberger | AUT    |             |
| 24                           | Anze Setina           | SLO    |             |
| 25                           | Hiroatsu Takashi      | JPN    |             |
| 26                           | Alexandros Kefalas    | GRE    |             |
| 27                           | John Farrow           | AUS    |             |
| 28                           | Michael Höfer         | SUI    |             |
| 29                           | Giovanni Mulassano    | ITA    |             |
| 30                           | Dorin Dumitru Velicu  | ROU    |             |
| 31                           | Sean Greenwood        | IRL    |             |
| 32                           | Marco Zoccolan        | ITA    |             |
| 33                           | Lee Webster           | RSA    |             |

| #                             | Naam                  | Land   | Tijd        |
| 4 runs                        | 4 runs                | 4 runs | 4 runs      |
| ----------------------------- | --------------------- | ------ | ----------- |
| Goud                          | Shelley Rudman        | GBR    | 4:38,60 min |
| Zilver                        | Noelle Pikus-Pace     | USA    | + 0,57 s    |
| Brons                         | Sarah Reid            | CAN    | + 1,41 s    |
| 4                             | Elizabeth Yarnold     | GBR    | + 1,54 s    |
| 5                             | Mellisa Hollingsworth | GBR    | + 1,76 s    |
| 6                             | Michelle Steele       | AUS    | + 1,89 s    |
| 7                             | Katie Uhlaender       | USA    | + 1,96 s    |
| 8                             | Marion Thees          | GER    | + 3,39 s    |
| 9                             | Olga Potylitsina      | RUS    | + 3,54 s    |
| 10                            | Katharine Eustace     | NZL    | + 3,57 s    |
| 11                            | Svetlana Vasiljeva    | RUS    | + 3,83 s    |
| 12                            | Cassie Hawrysh        | CAN    | + 3,99 s    |
| 13                            | Lucy Chaffer          | AUS    | + 4,80 s    |
| 14                            | Marina Gilardoni      | SUI    | + 2,76 s    |
| 15                            | Jelena Nikitina       | RUS    | + 4,90 s    |
| 16                            | Anja Huber            | GER    | + 5,19 s    |
| 17                            | Janine Flock          | AUT    | + 5,50 s    |
| 18                            | Katharina Heinz       | GER    | + 5,72 s    |
| 19                            | Maria Marinela Mazilu | ROU    | + 6,02 s    |
| Niet geplaatst voor de 4e run |                       |        |             |
| 20                            | Donna Creighton       | GBR    |             |
| 21                            | Joska Le Conté        | NED    |             |
| 22                            | Nozomi Komuro         | JPN    |             |
| 23                            | Lelde Priedulēna      | LAT    |             |
| 24                            | Giulia Carpin         | ITA    |             |
| 25                            | Michaela Glaesser     | CZE    |             |
| 26                            | Barbara Hosch         | SUI    |             |
| 27                            | Maria Montejano       | ESP    |             |
| 28                            | Sara Lavrencic        | SLO    |             |
| DSQ                           | Maria Orlova          | RUS    | + 4,51 s    |

### Landenwedstrijd
Eerst ging de skeletonner van start, dan de tweevrouwsbob, vervolgens de skeletonster en tot slot de tweemansbob.
| #      | Land   | Naam | Tijd        |
| 4 runs | 4 runs | 4 runs | 4 runs      |
| ------ | ------ | --- | ----------- |
| Goud   | USA I  | John Daly Elena Meyers & Lolo Jones Noelle Pikus-Pace Steven Holcomb & Curtis Tomasevicz                            | 4.31,29 min |
| Zilver | GER I  | Frank Rommel Sandra Kiriasis & Sarah Noll Marion Thees Francesco Friedrich & Gino Gerhardi                          | + 0,24 s    |
| Brons  | CAN I  | Eric Neilson Kaillie Humphries & Chelsea Valois Sarah Reid Lyndon Rush & Cody Sorensen                              | + 1,01 s    |
| 4      | GER II | Alexander Kröckel Cathleen Martini & Janine Tischer Anja Huber Maximilian Arndt & Thorsten Margis                   | + 1,11 s    |
| 5      | SUI I  | Lukas Kummer Fabienne Meyer & Elisabeth Graf Marina Gilardoni Beat Hefti & Abraham Morlu                            | + 1,83 s    |
| 6      | CAN II | Jon Montgomery Jennifer Ciochetti & Emily Baadsvik Mellisa Hollingsworth Justin Kripps & Luke Demetre               | + 2,20 s    |
| 7      | GBR I  | Kristan Bromley Paula Walker & Gillian Cooke Elizabeth Yarnold John James Jackson & Craig Pickering                 | + 2,46 s    |
| 8      | USA II | Matthew Antoine Jazmine Fenlator & Aja Evans Katie Uhlaender Cory Butner & Dallas Robinson                          | + 2,61 s    |
| 9      | RUS I  | Anton Batoejev Olga Stoelnjeva & Nadjesjda Sergejeva Svetlana Wassiljeva Aleksej Stolnjew & Kiril Antjoech          | + 3,22 s    |
| 10     | SUI II | Michael Höfer Caroline Spahni & Ariane Walser Barbara Hosch Rico Peter & Patrick Blöchliger                         | + 4,33 s    |
| 11     | AUT I  | Raphael Maier Christina Hengster / Inga Versen Janine Flock Benjamin Maier / Sebastian Heufler                      | + 4.44 s    |
| 12     | ROU I  | Dorin Dumitru Velicu Maria Constantinn / Andreea Grecu Maria Marinela Mazilu Dorin-Alexandru Grigore / Danut Stancu | + 8.38 s    |
| 13     | GBR II | Dominic Parsons Victoria Olaoye / Kelly Denyer Donna Creighton Lamin Deen / Jim Galvin                              | DNF         |